# ごめんください

『ごめんください』は、1989年4月から1990年3月までTBSで放送されていたテレビ番組である。放送時間は毎週土曜 7:00 - 7:15 （日本標準時）。
| TBS 土曜7:00枠       | TBS 土曜7:00枠                           | TBS 土曜7:00枠                          |
| 前番組               | 番組名                                   | 次番組                                  |
| -------------------- | ---------------------------------------- | --------------------------------------- |
| ウルトラマンA 再放送 | ごめんください （1989年4月 - 1990年3月） | 私の絵 （1990年4月7日 - 1992年3月28日） |

| スタブアイコン | サブスタブ | この項目は、まだ閲覧者の調べものの参照としては役立たない、テレビ番組に関連した書きかけの項目です。この項目を加筆・訂正などしてくださる協力者を求めています（P:テレビ/PJ:放送または配信の番組）。 |